# 喜多方市
喜多方市（きたかたし）は、福島県の会津地方北部に位置する市。福島県の市では最西端に位置する。
札幌ラーメン、博多ラーメンとともに日本三大ラーメンの1つに数えられる喜多方ラーメン発祥の街であり、蔵が多く立ち並ぶ街並みを楽しめることから「蔵の街」として知られる。かつては北方（きたかた）と表記されていた。市域西部の山都町は山都そばの里、高郷町は化石の里としての特色を有する。

## 地理
- 山：磐梯山（磐梯町）、飯豊連峰（飯豊山、御西岳、種蒔山、三国岳）、高曽根山、高森山、大仏山、飯森山、鳥屋峠山、高寺山
- 河川：阿賀川（大川）、只見川、濁川、田付川、押切川、五枚沢川、日橋川、大塩川、一ノ戸川
- 湖沼：日中ダム、大平沼

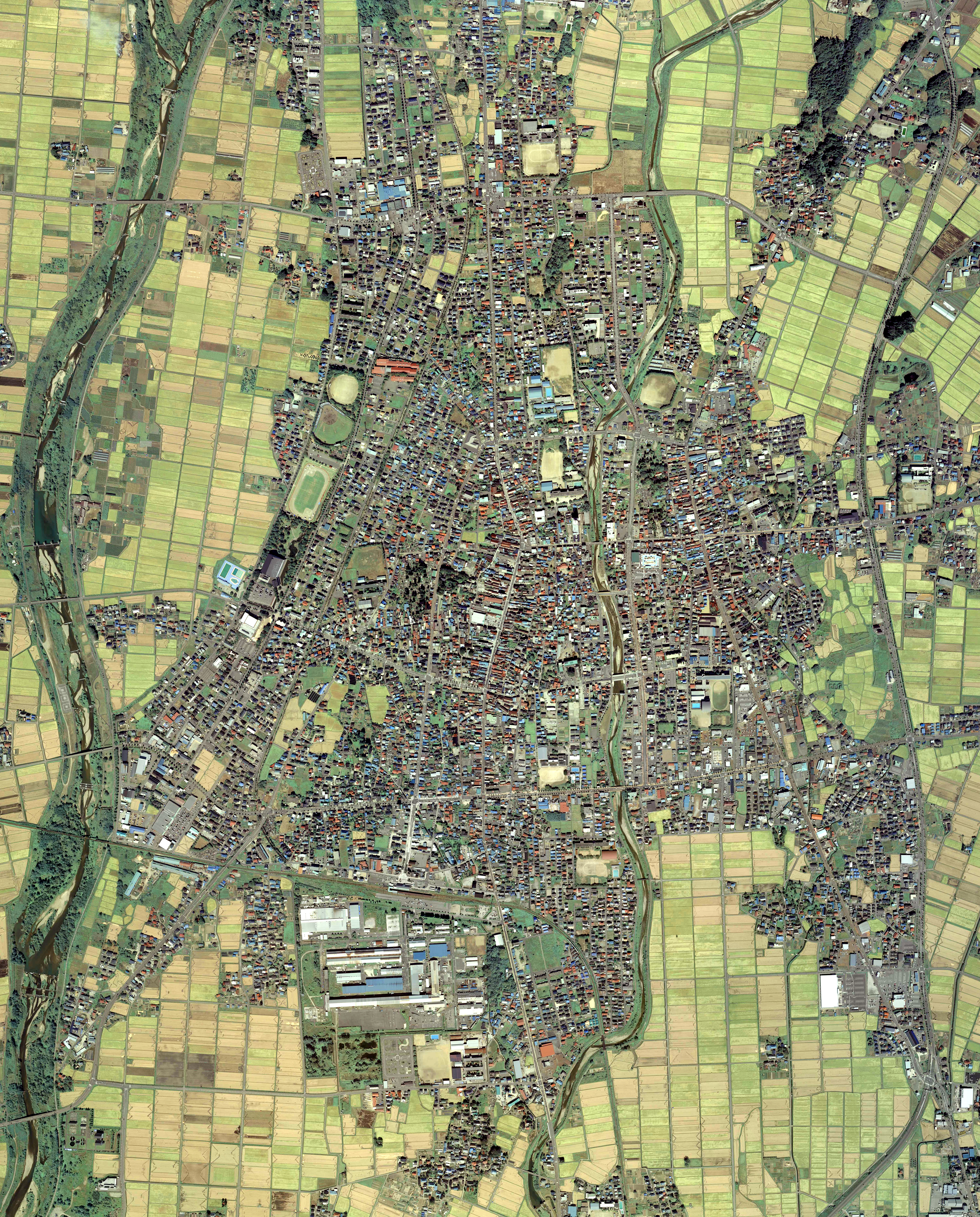
2013年（平成25年）9月28日撮影の喜多方市中心部周辺の空中写真。同日撮影の12枚を合成作成。国土交通省 国土地理院 地図・空中写真閲覧サービスの空中写真を基に作成
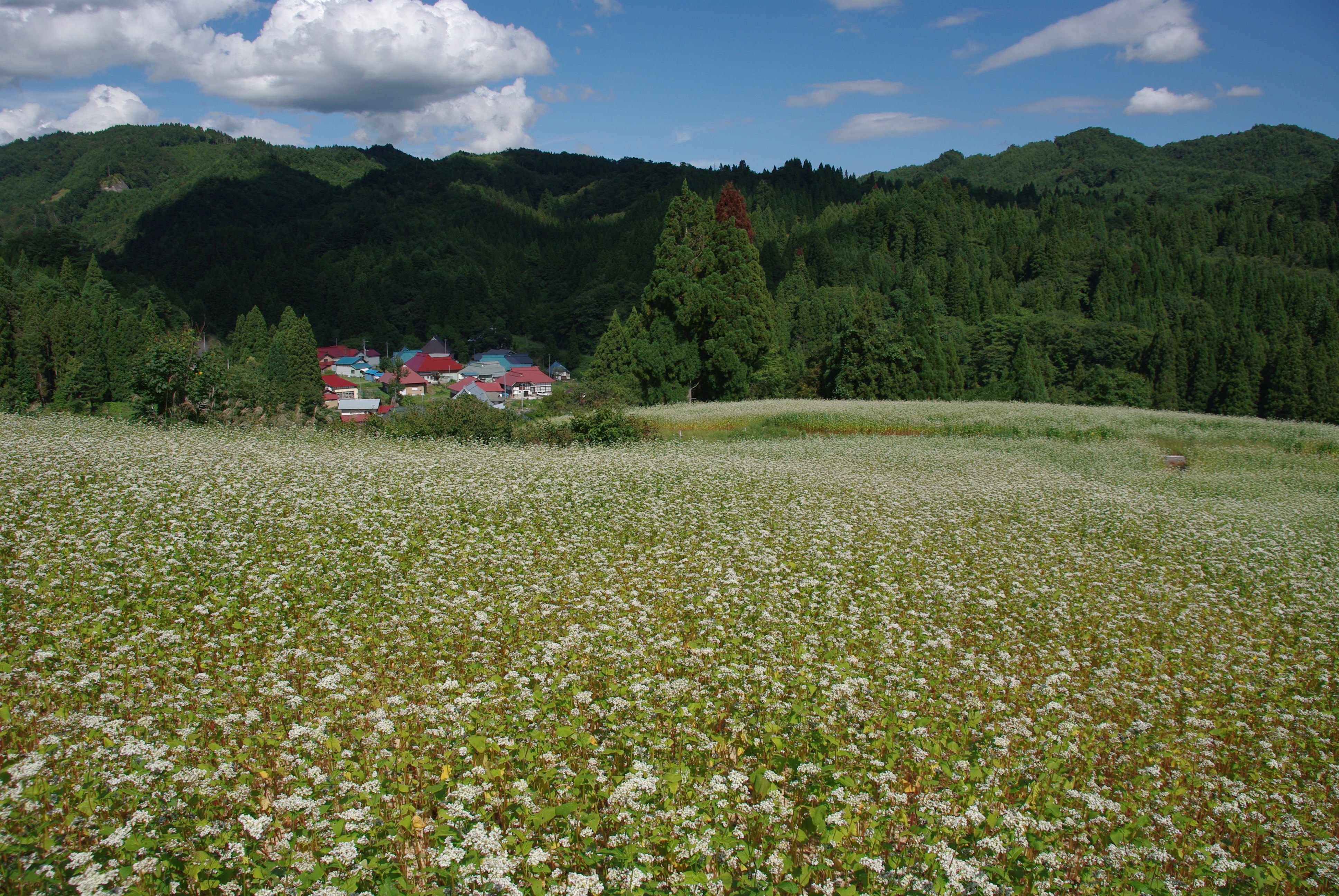
山都そばの蕎麦畑

### 隣接している自治体
- 福島県
  - 会津若松市
  - 耶麻郡：北塩原村、西会津町、磐梯町
  - 河沼郡：会津坂下町、湯川村
- 山形県
  - 米沢市
  - 西置賜郡：飯豊町、小国町
- 新潟県
  - 新発田市（飯豊山の稜線の登山道が喜多方市になっている）
  - 東蒲原郡：阿賀町

## 気候
寒暖の差が大きく気温の年較差、日較差が大きい顕著な大陸性気候である。降雪量が多く、周辺の自治体と同様に特別豪雪地帯に指定されている。冬季は-15℃前後の気温が観測されることが珍しくなく、寒さが厳しい。夏季は35℃を超える猛暑日になることも多いが、日較差が大きく、熱帯夜を観測した回数は今までで7回しかない。
| 喜多方（1991年 - 2020年）の気候    | 喜多方（1991年 - 2020年）の気候 | 喜多方（1991年 - 2020年）の気候 | 喜多方（1991年 - 2020年）の気候 | 喜多方（1991年 - 2020年）の気候 | 喜多方（1991年 - 2020年）の気候 | 喜多方（1991年 - 2020年）の気候 | 喜多方（1991年 - 2020年）の気候 | 喜多方（1991年 - 2020年）の気候 | 喜多方（1991年 - 2020年）の気候 | 喜多方（1991年 - 2020年）の気候 | 喜多方（1991年 - 2020年）の気候 | 喜多方（1991年 - 2020年）の気候 | 喜多方（1991年 - 2020年）の気候 |
| 月                                 | 1月                             | 2月                             | 3月                             | 4月                             | 5月                             | 6月                             | 7月                             | 8月                             | 9月                             | 10月                            | 11月                            | 12月                            | 年                              |
| ---------------------------------- | ------------------------------- | ------------------------------- | ------------------------------- | ------------------------------- | ------------------------------- | ------------------------------- | ------------------------------- | ------------------------------- | ------------------------------- | ------------------------------- | ------------------------------- | ------------------------------- | ------------------------------- |
| 最高気温記録 °C （°F）             | 12.7 (54.9)                     | 19.6 (67.3)                     | 22.9 (73.2)                     | 30.3 (86.5)                     | 35.1 (95.2)                     | 35.5 (95.9)                     | 38.4 (101.1)                    | 38.4 (101.1)                    | 36.2 (97.2)                     | 30.9 (87.6)                     | 25.2 (77.4)                     | 19.7 (67.5)                     | 38.4 (101.1)                    |
| 平均最高気温 °C （°F）             | 2.5 (36.5)                      | 3.6 (38.5)                      | 8.4 (47.1)                      | 16.3 (61.3)                     | 22.5 (72.5)                     | 25.8 (78.4)                     | 28.9 (84)                       | 30.5 (86.9)                     | 26.0 (78.8)                     | 19.5 (67.1)                     | 12.1 (53.8)                     | 5.3 (41.5)                      | 16.8 (62.2)                     |
| 日平均気温 °C （°F）               | −1.0 (30.2)                     | −0.7 (30.7)                     | 3.0 (37.4)                      | 9.5 (49.1)                      | 15.7 (60.3)                     | 20.1 (68.2)                     | 23.5 (74.3)                     | 24.5 (76.1)                     | 20.1 (68.2)                     | 13.5 (56.3)                     | 6.9 (44.4)                      | 1.7 (35.1)                      | 11.4 (52.5)                     |
| 平均最低気温 °C （°F）             | −5.1 (22.8)                     | −5.2 (22.6)                     | −1.9 (28.6)                     | 3.2 (37.8)                      | 9.4 (48.9)                      | 15.3 (59.5)                     | 19.3 (66.7)                     | 19.9 (67.8)                     | 15.5 (59.9)                     | 8.7 (47.7)                      | 2.5 (36.5)                      | −1.7 (28.9)                     | 6.6 (43.9)                      |
| 最低気温記録 °C （°F）             | −18.1 (−0.6)                    | −16.4 (2.5)                     | −14.0 (6.8)                     | −6.9 (19.6)                     | −0.1 (31.8)                     | 5.6 (42.1)                      | 10.6 (51.1)                     | 10.6 (51.1)                     | 4.7 (40.5)                      | −1.7 (28.9)                     | −7.5 (18.5)                     | −12.1 (10.2)                    | −18.1 (−0.6)                    |
| 降水量 mm （inch）                 | 149.3 (5.878)                   | 108.9 (4.287)                   | 107.2 (4.22)                    | 85.2 (3.354)                    | 84.5 (3.327)                    | 124.3 (4.894)                   | 222.1 (8.744)                   | 168.0 (6.614)                   | 122.4 (4.819)                   | 115.4 (4.543)                   | 113.6 (4.472)                   | 161.2 (6.346)                   | 1,561.9 (61.492)                |
| 平均降水日数 （≥1.0 mm）           | 19.3                            | 16.2                            | 16.1                            | 12.2                            | 10.5                            | 11.3                            | 14.4                            | 11.6                            | 11.3                            | 11.7                            | 14.3                            | 19.3                            | 168.2                           |
| 平均月間日照時間                   | 80.8                            | 99.6                            | 145.7                           | 176.7                           | 204.0                           | 166.4                           | 153.5                           | 196.9                           | 142.0                           | 134.0                           | 99.1                            | 70.6                            | 1,669.2                         |
| 出典1：Japan Meteorological Agency |                                 |                                 |                                 |                                 |                                 |                                 |                                 |                                 |                                 |                                 |                                 |                                 |                                 |
| 出典2：気象庁                      |                                 |                                 |                                 |                                 |                                 |                                 |                                 |                                 |                                 |                                 |                                 |                                 |                                 |

## 歴史
喜多方の市街地は、田付川を挟んだ小荒井、小田付（おたづき）の2つの在郷町を中心として発展した。

### 沿革
- 1954年（昭和29年）3月31日 - 耶麻郡喜多方町・岩月村・上三宮村・関柴村・熊倉村・慶徳村・豊川村・松山村が合併、喜多方市が発足。
- 1967年（昭和42年）8月28日 - 羽越豪雨の出水により市内の田付川、押切川、濁川の堤防が9カ所で決壊。約200戸が浸水した[3]。
- 2006年（平成18年）1月4日 - 耶麻郡熱塩加納村・塩川町・山都町・高郷村が合併、改めて喜多方市が発足。
  - 当初は北塩原村・西会津町を含む喜多方地方（耶麻地方）7市町村での合併が想定されていたが、西会津町の任意合併協議会不参加、次いで北塩原村の法定合併協議会不参加により、5市町村での対等合併となった。

## 行政

### 市長
- 市長：遠藤忠一（2018年2月12日就任、2期目）

| 代    | 氏名     | 就任年月日    | 退任年月日    |
| ----- | -------- | ------------- | ------------- |
| 初代  | 白井英男 | 2006年2月12日 | 2010年2月11日 |
| 2-3代 | 山口信也 | 2010年2月12日 | 2018年2月11日 |
| 4-5代 | 遠藤忠一 | 2018年2月12日 |               |

- 旧市政下での市長（1954年ー2006年）

| 代      | 氏名       | 就任年月日    | 退任年月日    |
| ------- | ---------- | ------------- | ------------- |
| 初代    | 穴沢喜壮次 | 1954年4月30日 | 1958年4月29日 |
| 2代     | 山口光三   | 1958年4月30日 | 1962年4月29日 |
| 3-4代   | 山口峻三   | 1962年4月30日 | 1970年4月29日 |
| 5-8代   | 唐橋東     | 1970年4月30日 | 1986年4月29日 |
| 9-11代  | 飯野陽一郎 | 1986年4月30日 | 1998年4月29日 |
| 12-13代 | 白井英男   | 1998年4月30日 | 2006年1月3日  |

### 市役所
- 本庁舎:喜多方市字御清水東7244番地2
- 熱塩加納総合支所:喜多方市熱塩加納町相田字大森5000番地
- 塩川総合支所:喜多方市塩川町字東岡320番地1
- 山都総合支所:喜多方市山都町字広中新田1167番地
- 高郷総合支所:喜多方市高郷町西羽賀字十二林2820番地
- 荻野出張所:喜多方市高郷町上郷字前林戊298番地6
- 水道課:喜多方市字押切一丁目99番地

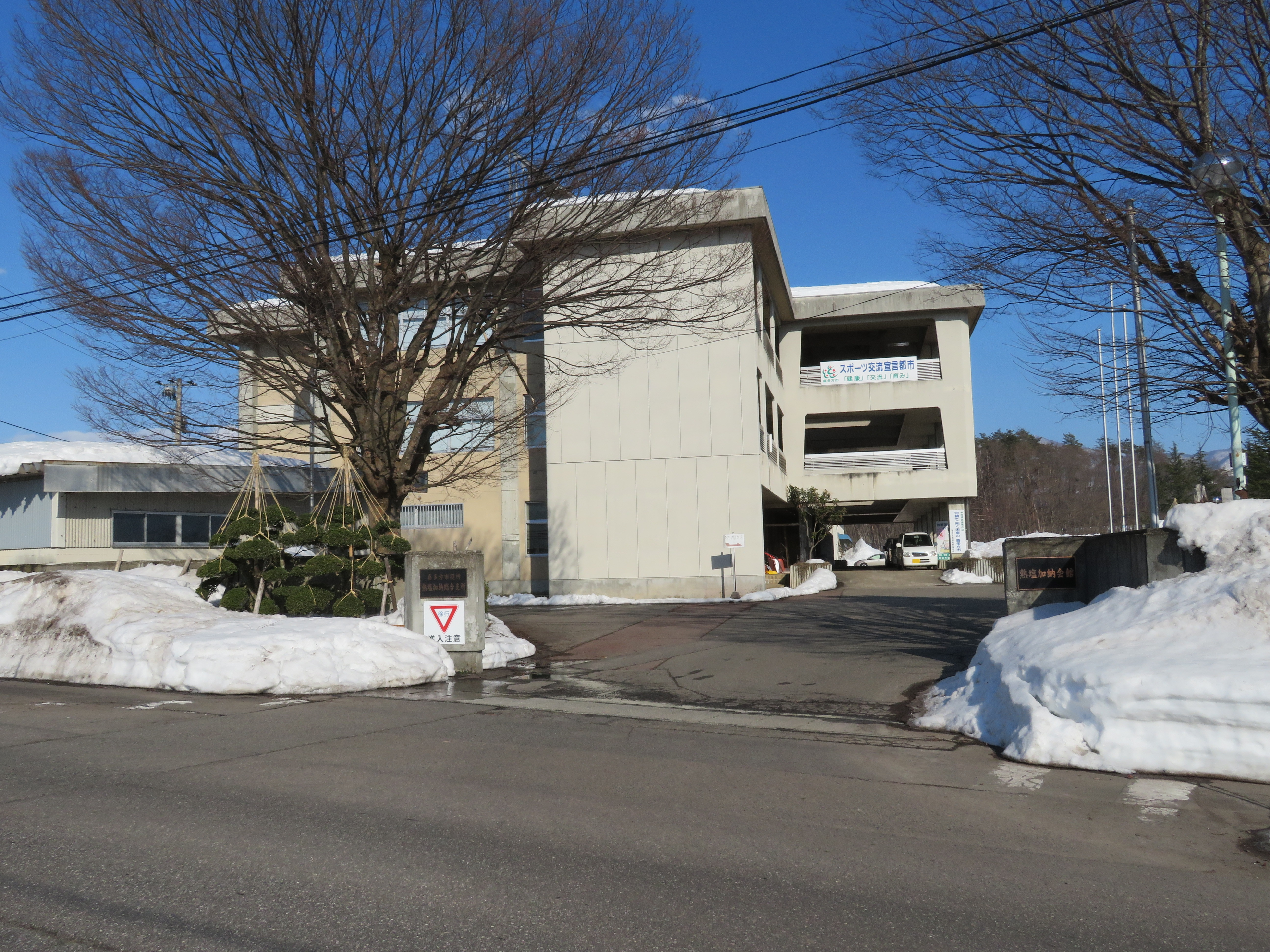
熱塩加納総合支所庁舎（旧熱塩加納村役場庁舎）
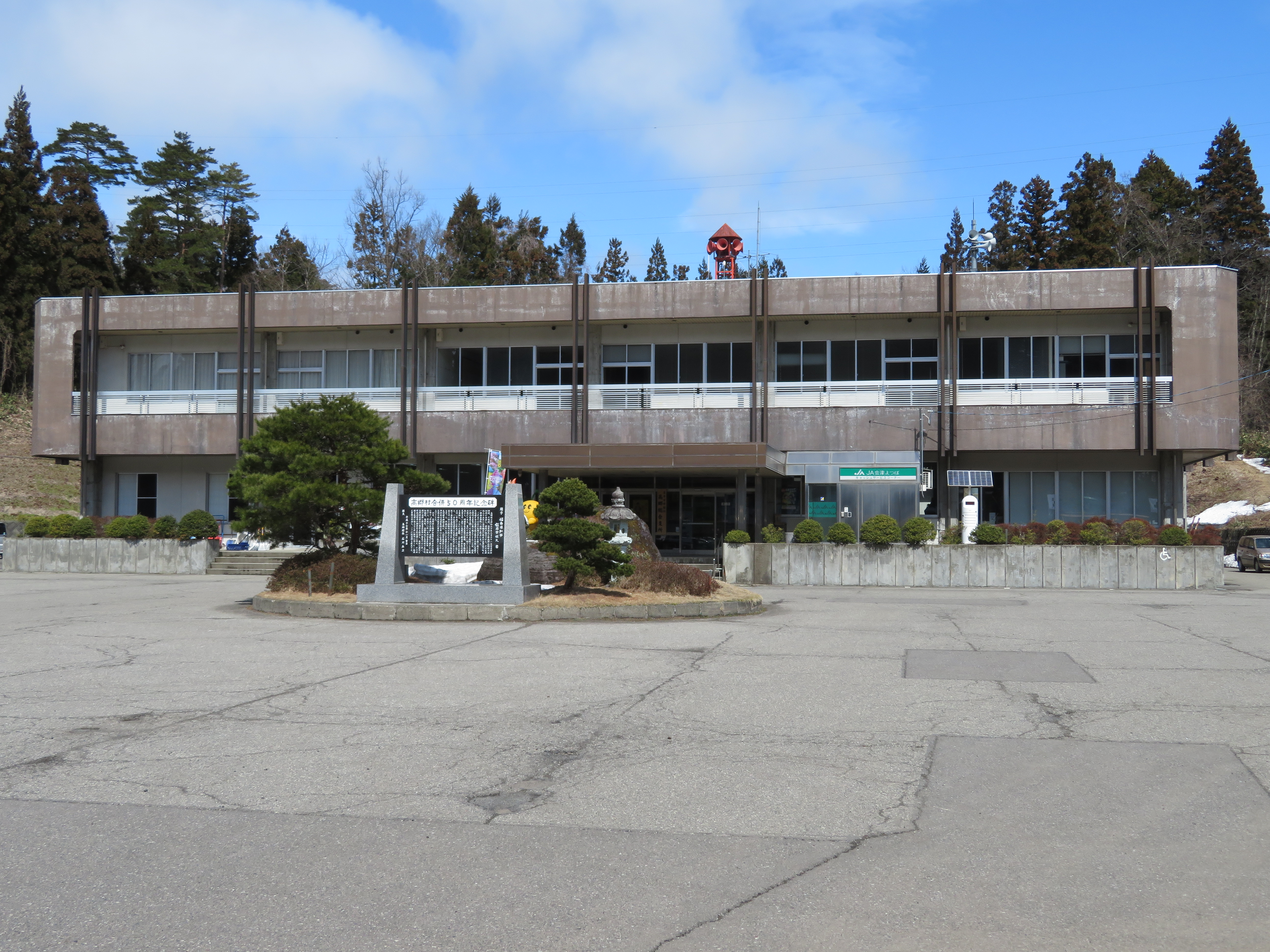
高郷総合支所庁舎（旧高郷村役場庁舎）
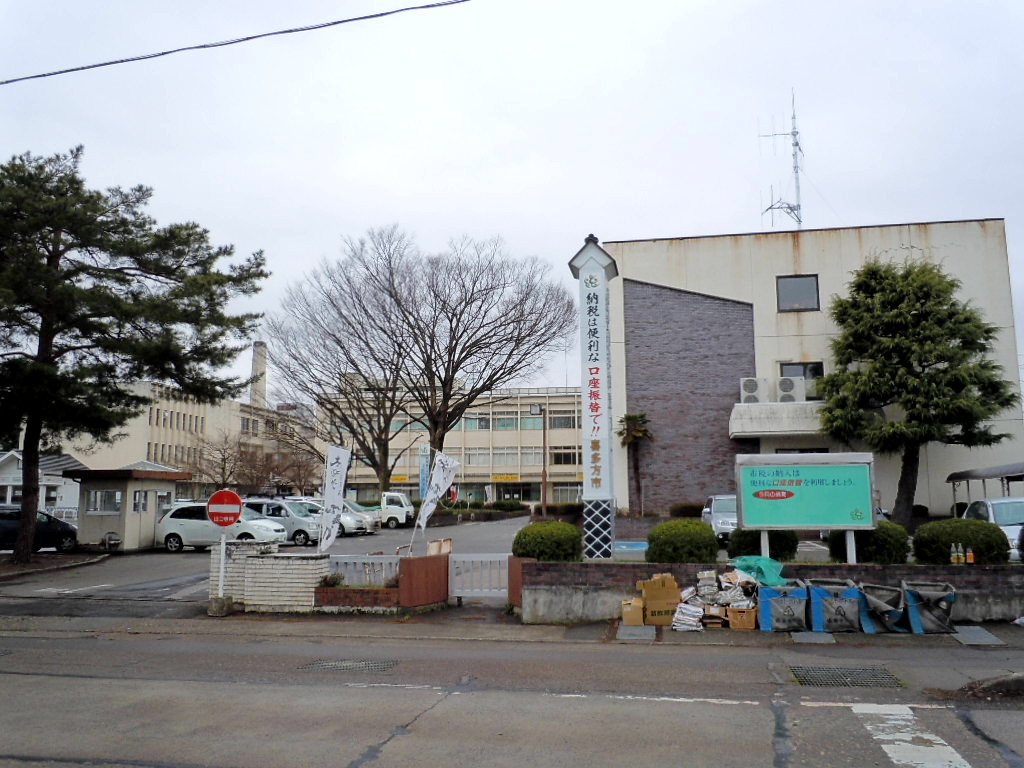
喜多方市役所旧庁舎

## 議会

### 市議会
- 定数：22人
- 任期：2023年4月30日 - 2027年4月29日
- 議長：小林時夫
- 副議長：上野利一郎

| 会派名                 | 議席数 | 議員名（◎は代表）                           |
| ---------------------- | ------ | ------------------------------------------- |
| 市民の声               | 4      | ◎遠藤吉正、齋藤勘一郎、渡部忠寛、坂内まゆみ |
| 新良致会               | 3      | ◎小島雄一、伊藤弘明、佐藤忠孝               |
| 高和会                 | 3      | ◎渡部一樹、後藤誠司、佐原正秀               |
| 喜豊                   | 3      | ◎十二村秀孝、山口文章、上野利一郎           |
| 公明会                 | 2      | ◎菊地とも子、小林時夫                       |
| 日本共産党喜多方市議団 | 2      | ◎矢吹哲哉、田中修身                         |
| 至誠会                 | 2      | ◎渡部勇一、五十嵐吉也                       |
| 社民クラブ             | 2      | ◎齋藤仁一、高畑孝一                         |
| 和同の会               | 1      | ◎山口和男                                   |

※2023年5月12日現在

### 衆議院
- 選挙区：福島4区（会津若松市、喜多方市、南会津郡、耶麻郡、河沼郡、大沼郡、西白河郡（西郷村））
- 任期：2021年10月31日 - 2025年10月30日
- 投票日：2021年10月31日
- 当日有権者数：237,353人
- 投票率：64.68％

| 当落 | 候補者名 | 年齢 | 所属党派   | 新旧別 | 得票数   | 重複 |
| ---- | -------- | ---- | ---------- | ------ | -------- | ---- |
| 当   | 小熊慎司 | 53   | 立憲民主党 | 前     | 76,683票 | ○    |
| 比当 | 菅家一郎 | 66   | 自由民主党 | 前     | 73,784票 | ○    |

## 産業
- 産業人口（旧・喜多方市2000年国勢調査）
  - 第一次産業就業人口 2,159人
  - 第二次産業就業人口 6,953人
  - 第三次産業就業人口 9,291人

### 市内に本社を置く企業
- 会津電力
- 喜多方シティエフエム
- 生活協同組合コープあいづ
- ほまれ酒造
- 坂内食堂

### 市内に事業所を置く大手企業
- （株）レゾナック喜多方事業所（旧、昭和電工喜多方工場）および先端融合研究所喜多方支所（事業所内）[5]
- 本田金属技術（株）喜多方工場

### 金融機関
- 預貯金取扱金融機関
  - 東邦銀行 2支店
  - 福島銀行 1支店
  - 大東銀行 1支店
  - 会津信用金庫 3支店
  - 会津商工信用組合 2支店
  - 東北労働金庫 1支店
  - 会津よつば農業協同組合 6支店

## 姉妹都市・提携都市
- アメリカ合衆国オレゴン州ウィルソンビル（姉妹都市）
- 東京都東大和市（友好都市）
- 千葉県香取市（友好都市）
- 中華人民共和国江蘇省宿遷市（友好都市）

## 郵便
日本郵便
- 喜多方郵便局（集配局）
- 山都郵便局（集配局）
- 塩川郵便局（集配局）
- 会津高郷郵便局（集配局）

## 地域

### 人口
1958年（昭和33年）の81257人をピークに減少傾向である。2024年現在の人口は41789人であり、この半世紀で50％近く減った。
| |                                          |  |
| 喜多方市と全国の年齢別人口分布（2005年） | 喜多方市の年齢・男女別人口分布（2005年） |  |
| ■紫色 ― 喜多方市 ■緑色 ― 日本全国 | ■青色 ― 男性 ■赤色 ― 女性                |  |
| 喜多方市（に相当する地域）の人口の推移 \| 1970年（昭和45年） \| 64,177人 \| \| \| 1975年（昭和50年） \| 60,924人 \| \| \| 1980年（昭和55年） \| 60,456人 \| \| \| 1985年（昭和60年） \| 60,411人 \| \| \| 1990年（平成2年） \| 59,817人 \| \| \| 1995年（平成7年） \| 59,554人 \| \| \| 2000年（平成12年） \| 58,571人 \| \| \| 2005年（平成17年） \| 56,396人 \| \| \| 2010年（平成22年） \| 52,356人 \| \| \| 2015年（平成27年） \| 49,377人 \| \| \| 2020年（令和2年） \| 44,760人 \| \| |                                          |  |
| 総務省統計局 国勢調査より |                                          |  |
| 1970年（昭和45年） | 64,177人                                 |  |
| 1975年（昭和50年） | 60,924人                                 |  |
| 1980年（昭和55年） | 60,456人                                 |  |
| 1985年（昭和60年） | 60,411人                                 |  |
| 1990年（平成2年） | 59,817人                                 |  |
| 1995年（平成7年） | 59,554人                                 |  |
| 2000年（平成12年） | 58,571人                                 |  |
| 2005年（平成17年） | 56,396人                                 |  |
| 2010年（平成22年） | 52,356人                                 |  |
| 2015年（平成27年） | 49,377人                                 |  |
| 2020年（令和2年） | 44,760人                                 |  |

### 健康
- 環境ホルモン問題の対策として、学校給食にオリジナル漆器を導入。（旧喜多方地区）
- 太極拳のまち宣言
  - 2002年（平成14年）に旧喜多方市で開催されたうつくしまねんりんピックの太極拳交流大会がきっかけとなり、翌2003年（平成15年）に「太極拳のまち」を宣言。合併後の新喜多方市も改めて「太極拳のまち」を宣言し、太極拳を通して健康づくりを行っている。

### 施設
- 喜多方プラザ文化センター
- アイデミきたかた

## 教育
小学校3年生 - 6年生に全国初の農作業体験の科目を教える改革特区に認定。

### 小学校
- 喜多方市立第一小学校
- 喜多方市立第二小学校
- 喜多方市立松山小学校
- 喜多方市立上三宮小学校
- 喜多方市立第三小学校
- 喜多方市立関柴小学校
  - 喜多方市立楚々木分校
- 喜多方市立熊倉小学校
- 喜多方市立慶徳小学校
- 喜多方市立豊川小学校
- 喜多方市立熱塩小学校
- 喜多方市立加納小学校
- 喜多方市立塩川小学校
- 喜多方市立堂島小学校
- 喜多方市立姥堂小学校
- 喜多方市立駒形小学校
- 喜多方市立山都小学校
- 喜多方市立高郷小学校

### 中学校
- 喜多方市立第一中学校
- 喜多方市立第二中学校
- 喜多方市立第三中学校
- 喜多方市立会北中学校
- 喜多方市立塩川中学校
- 喜多方市立山都中学校
- 喜多方市立高郷中学校

### 高等学校
- 福島県立喜多方高等学校
- 福島県立喜多方桐桜高等学校
- 東日本国際大学附属昌平高等学校 通信制課程 会津学習支援センター喜多方校

＜かつて市内にあった高等学校＞
- 福島県立喜多方女子高等学校（福島県立喜多方東高等学校）→喜多方高等学校に統合
- 福島県立喜多方商業高等学校→桐桜高等学校に統合
- 福島県立喜多方工業高等学校→桐桜高等学校に統合
- 福島県立耶麻農業高等学校→福島県立会津農林高等学校に統合

### 公共職業能力開発施設
- 福島県立テクノアカデミー会津

## 交通

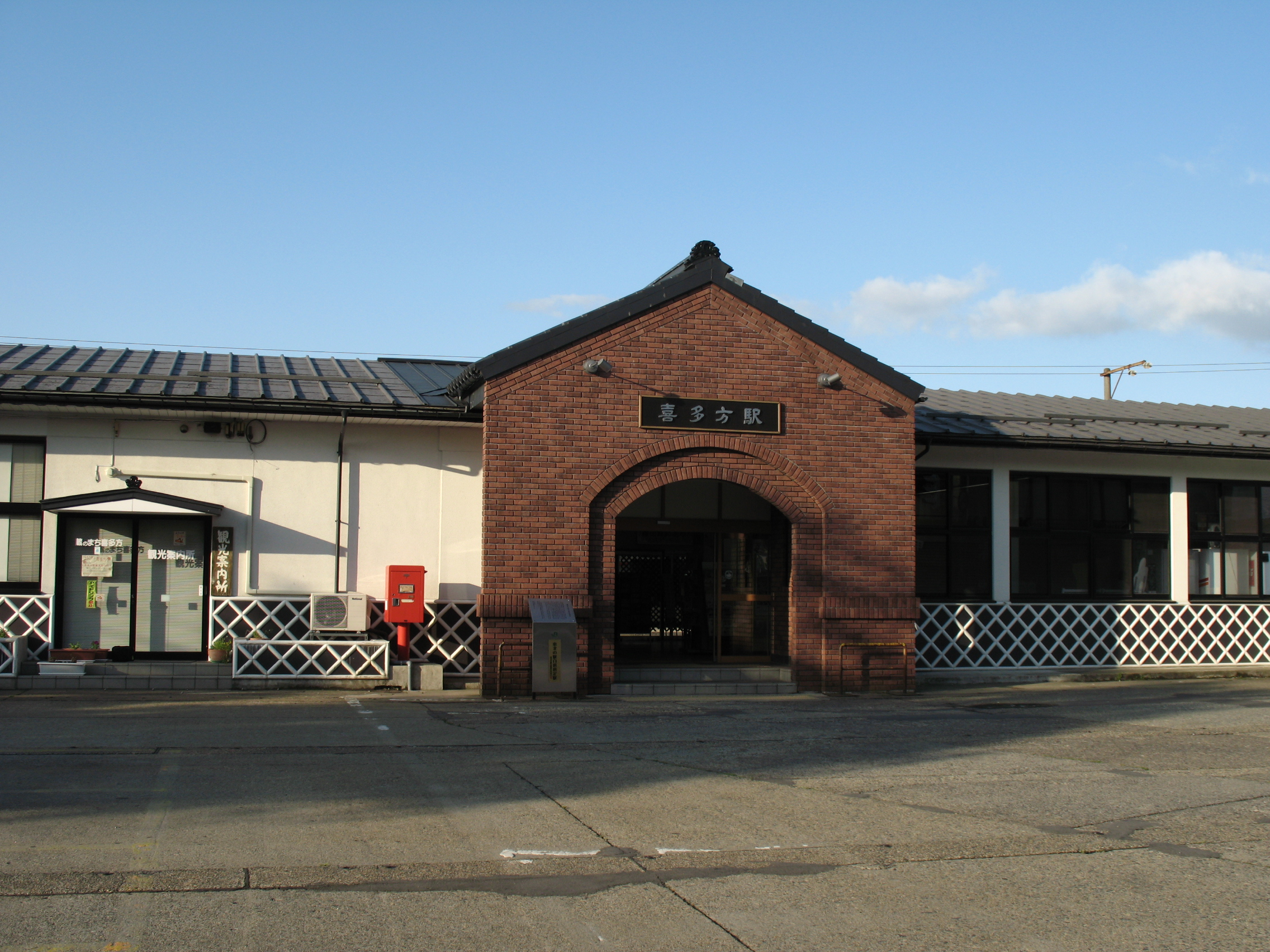
喜多方駅

### 空港
- 最寄りの空港：福島空港・新潟空港

### 鉄道路線
東日本旅客鉄道（JR東日本）
- 磐越西線
  - 塩川駅 - 姥堂駅 - 会津豊川駅 - 喜多方駅 - 山都駅 - 荻野駅
- 中心となる駅：喜多方駅

### 路線バス
- 会津乗合自動車

### 高速バス
- 夢街道会津号（バスタ新宿（新宿駅新南口）・王子駅 - 会津若松・喜多方）（JRバス関東、会津乗合自動車の共同運行）
- 喜多方・郡山線（喜多方ラーメンバス）（会津乗合自動車が運行）

### タクシー
喜多方市拠点の主なタクシー会社
- きたかたタクシー
- 八七一タクシー
- 葵タクシー
- 塩川タクシー
- 山都タクシー

### 道路
- 高速道路
  - 最寄りのインターチェンジ:磐越自動車道会津若松IC（会津若松市）
- 地域高規格道路
  - 会津縦貫北道路
- 一般国道
  - 国道121号：道の駅喜多の郷
  - 国道459号
- 県道
  - 主要地方道
    - 福島県道7号猪苗代塩川線
    - 福島県道16号喜多方西会津線
    - 福島県道21号喜多方会津坂下線
    - 福島県道43号会津坂下山都線
    - 福島県道61号塩川山都線
    - 福島県道69号北山会津若松線

## 名所・旧跡・観光スポット
喜多方市内には市街地から農村部まで4,200の蔵があり、喜多方市街地では小田付、小荒井、菅原町を中心に数多くの蔵が分布する。市街地から離れた三津谷集落、杉山集落では、煉瓦蔵や兜屋根の蔵など特徴的な蔵が見られる。
蒔絵・絵付や游印づくり、そば打ち、化石発掘など体験型観光が多く用意されている。また、グリーンツーリズムが盛んに行われており、数十軒の農家民宿が所在する。

### 喜多方市街地

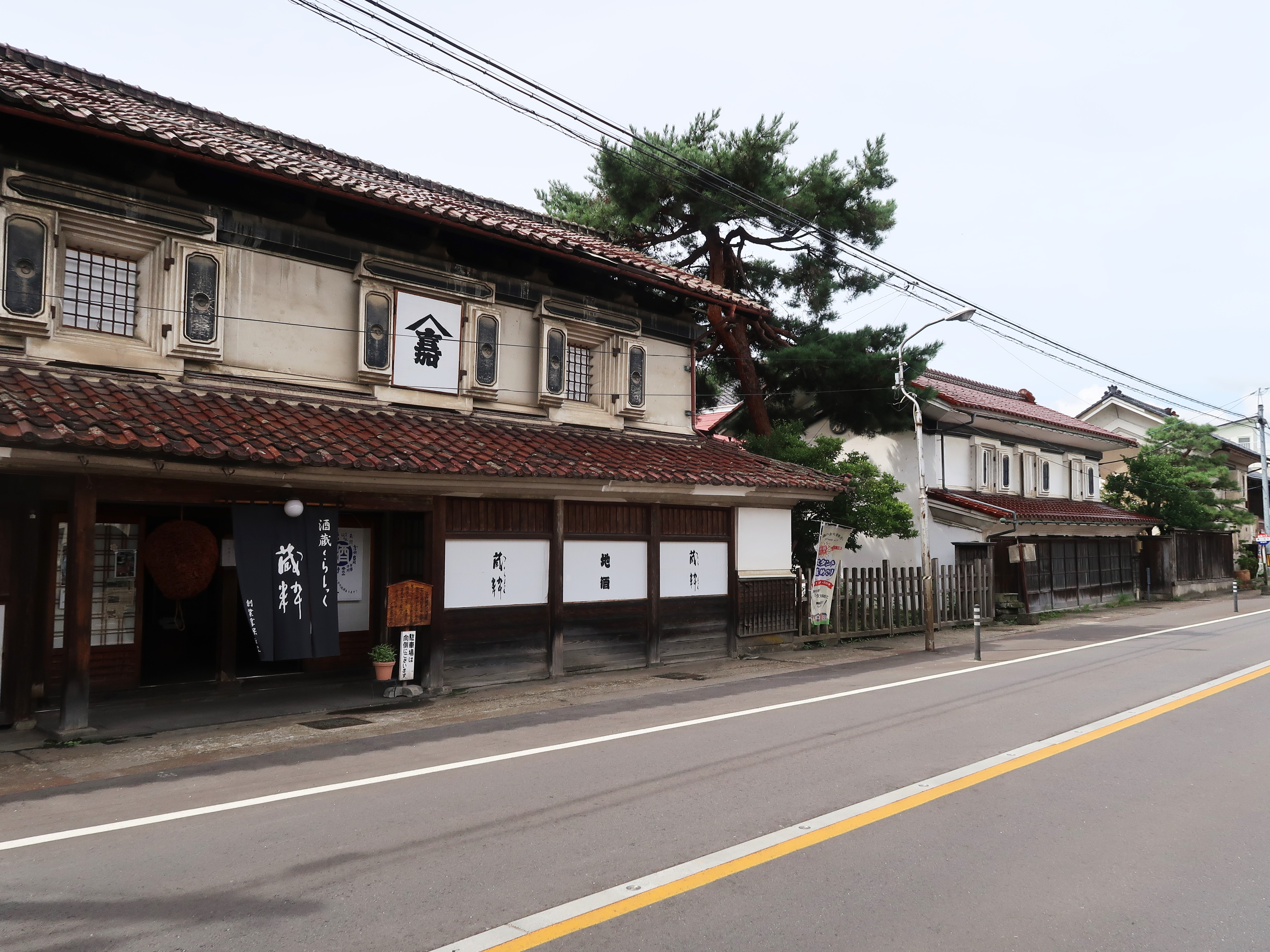
小田付伝統的建造物群保存地区

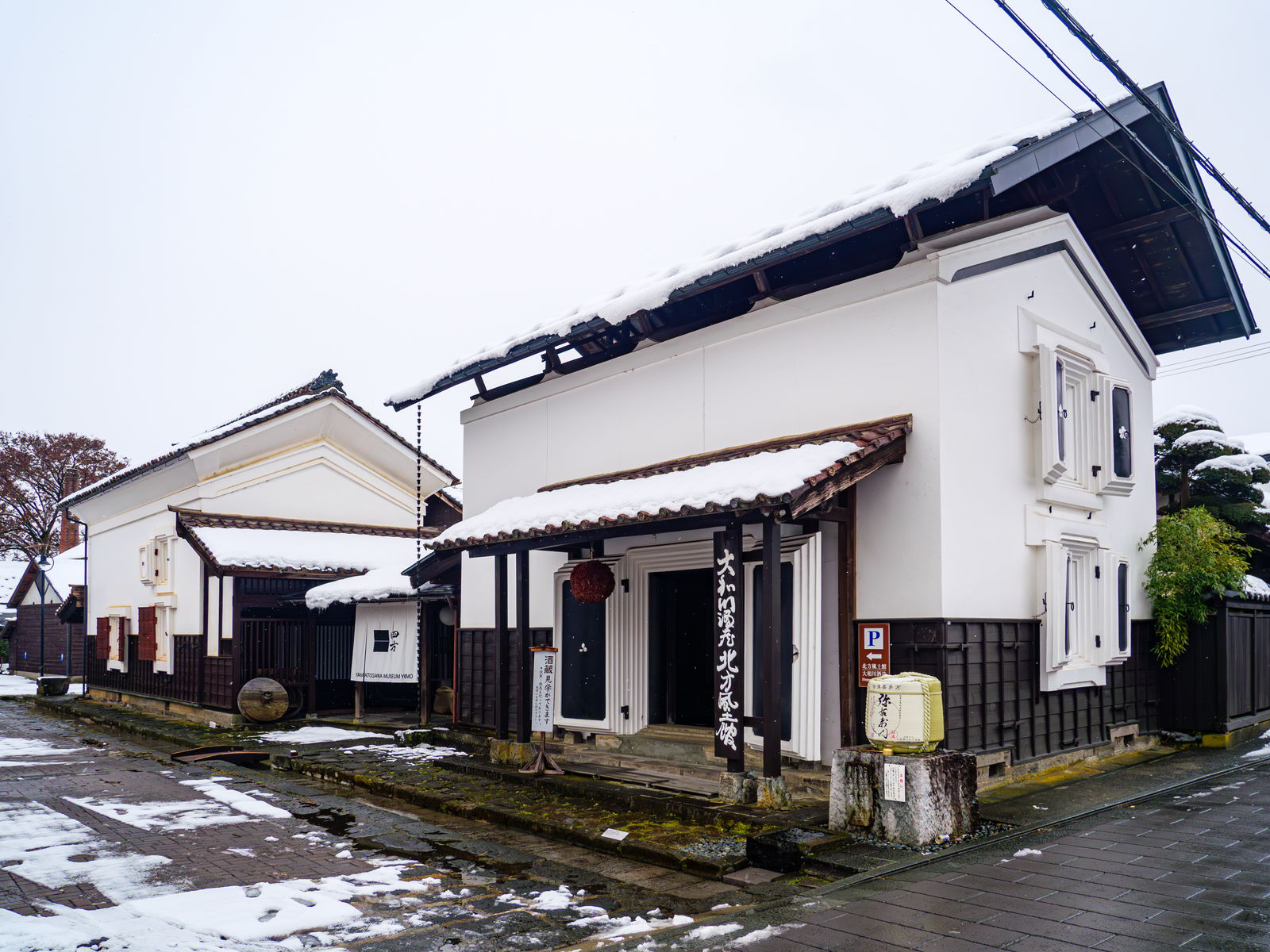
大和川酒造北方風土館

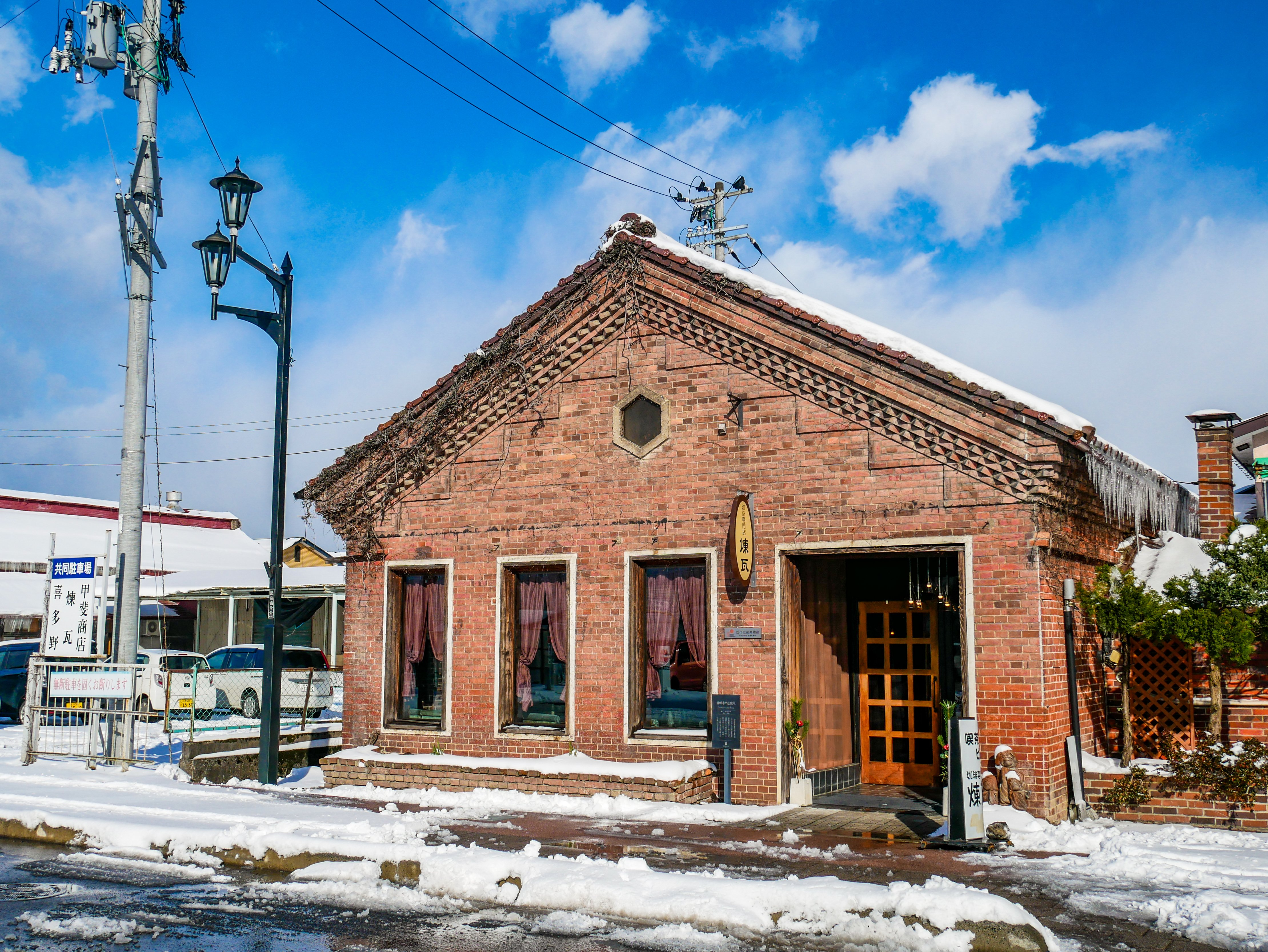
煉瓦米蔵（近代化産業遺産）

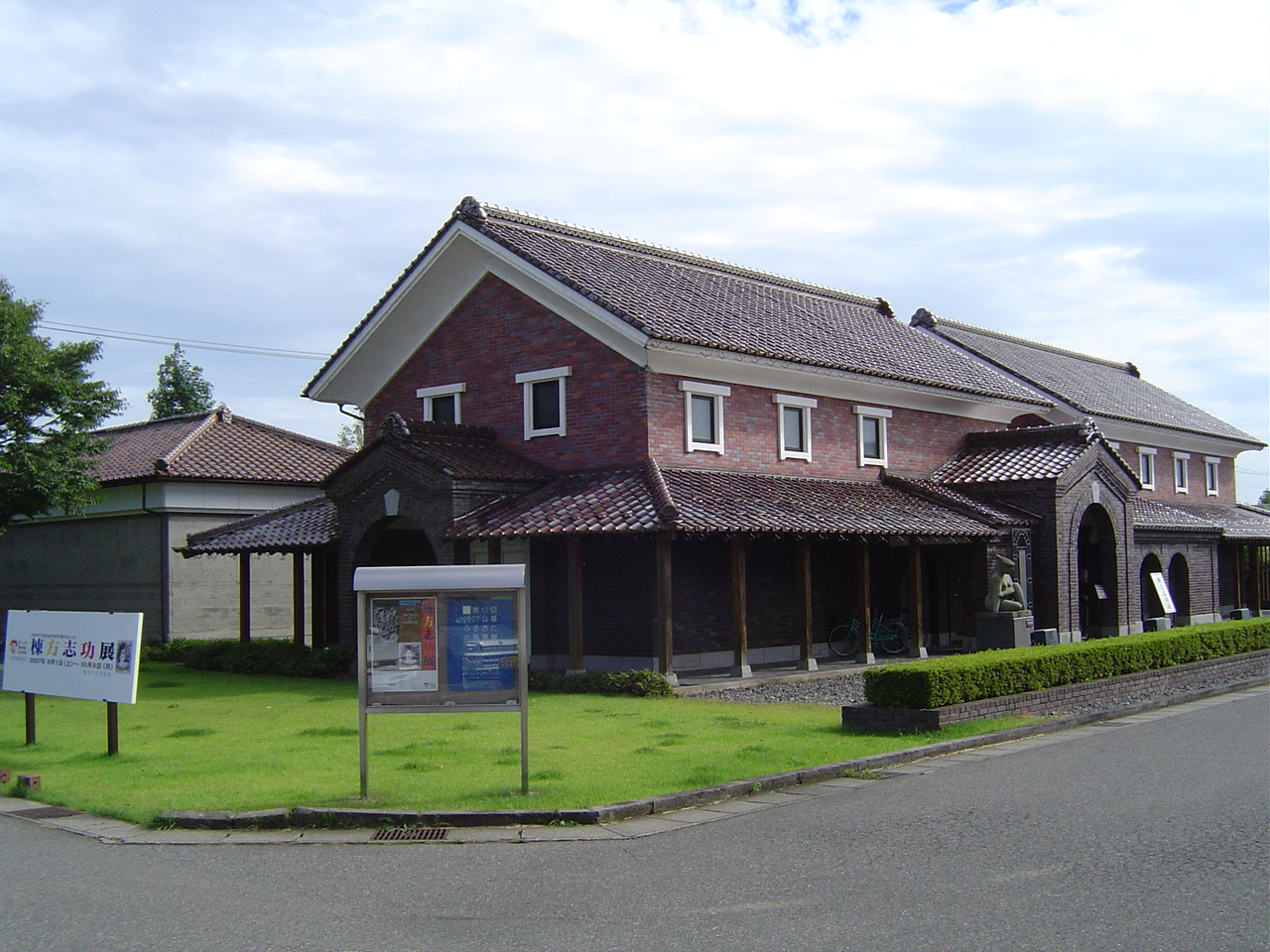
喜多方市美術館

- 小田付（おたづき）伝統的建造物群保存地区
  - うるし美術博物館
- 甲斐本家蔵座敷
- 大和川酒造北方風土館
- レトロ横丁商店街
  - 若喜商店煉瓦蔵（近代化産業遺産）
  - 喜多方ラーメン神社
- ラーメン館
- 喜多方市美術館
- 喜多方蔵の里
- 日中線しだれ桜
- 喜多方蔵座敷美術館
- 喜多方蔵品美術館

### 山都町・高郷町
- 飯豊山神社
- 飯豊とそばの里センター そば資料館
- カイギュウランドたかさと（喜多方市化石資料館）
- 福島県営荻野漕艇場
- ふれあいランド高郷、そでやま夢交流館
- 塩坪遺跡
- 小野小町塚
- 一ノ戸川橋梁（近代化産業遺産）

### 熱塩加納町
- 三ノ倉スキー場・三ノ倉高原ひまわり畑
- 旧熱塩駅（鉄道公園、近代化産業遺産）
- 熱塩温泉
- 示現寺
- 日中温泉

### その他
- 三津谷集落の煉瓦蔵群
  - 近代化産業遺産「三津谷の登り窯」
- 新宮熊野神社
  - 新宮熊野神社の大イチョウ
- 願成寺（会津大仏）
- ほまれ酒造雲嶺庵
- 御殿場公園
- 新宮城跡（国史跡）
- 古屋敷遺跡（2000年12月4日国の史跡に指定）

## 文化・名物

### 祭事・催事
- 小荒井初市:毎年1月12日
- 小田付初市:毎年1月17日
- お田植祭り（慶徳稲荷神社田植神事）:毎年「半夏生」の日（7月2日頃） - 日本の田植神事の北限[9]
- 北宮諏方神社祭礼:毎年8月2, 3日
- 出雲神社祭礼:毎年8月10, 11日
- 三島神社祭礼 太々神楽:毎年9月9日

### 名産
- 喜多方ラーメン
- 山都そば
- 会津漆器[10]
- 会津桐
- 会津木綿[10]
- 染型紙「会津型」[11][12]
- 井上こけし[10]
- 雄国竹細工[10]
- たまりせんべい[10][13]
- 身不知柿[10]
- 山都そばまんじゅう[10]
- 九重 (銘菓)

喜多方市街地は「蔵の街」と知られており醸造蔵も多く、日本酒・味噌・醤油の醸造が盛んである。

### 郷土料理・郷土食
- こづゆ[10]
- 棒鱈[10]
- ニシンの山椒漬け[10]
- 鯉のうま煮[10]
- 田楽[10]
- 馬刺し[10]
- 塩川鳥モツ

## 出身有名人
- 穴澤利夫（陸軍航空第20振武特別攻撃隊隊員）
- 岩渕友（政治家、参議院議員）
- 伊藤茉央 (プロ野球選手、中日ドラゴンズ所属)
- 瓜生岩子（女性初の藍綬褒章受章）
- 大塚清六（イラストレーター）
- 唐橋東（衆議院議員、喜多方市長）
- 唐橋ユミ（元テレビユー福島アナウンサー・フリーアナウンサー）
- 小熊慎司（政治家、衆議院議員）
- 小山知一（戦前の佐賀県知事・高知県知事）
- 佐藤隆紀（歌手　ミュージカル俳優）
- 塩見清仁（東京都主税局長・東京都交通局長）
- 田中智（ファッションモデル）
- 手代木渉（発生生物学者・弘前大学学長）
- 東條昭平（特撮テレビドラマ作品の監督・演出家）
- 戸辺誠（棋士）
- 富山小太郎（物理学者）
- 野路ももこ（女優、声優）
- 蓮沼門三（社会教育団体修養団を設立）
- 花見朔巳 （歴史学者）
- 花見弘平（軍人、塩川町長）
- 林平馬（政治家、片山内閣国務大臣）
- 森山諭（牧師）
- 矢部喜好（牧師）
- 山口信也（政治家、喜多方市長）